# Электросамокат
Эле́ктросамока́т — самокат с электродвигателем, средство индивидуальной мобильности.

## История

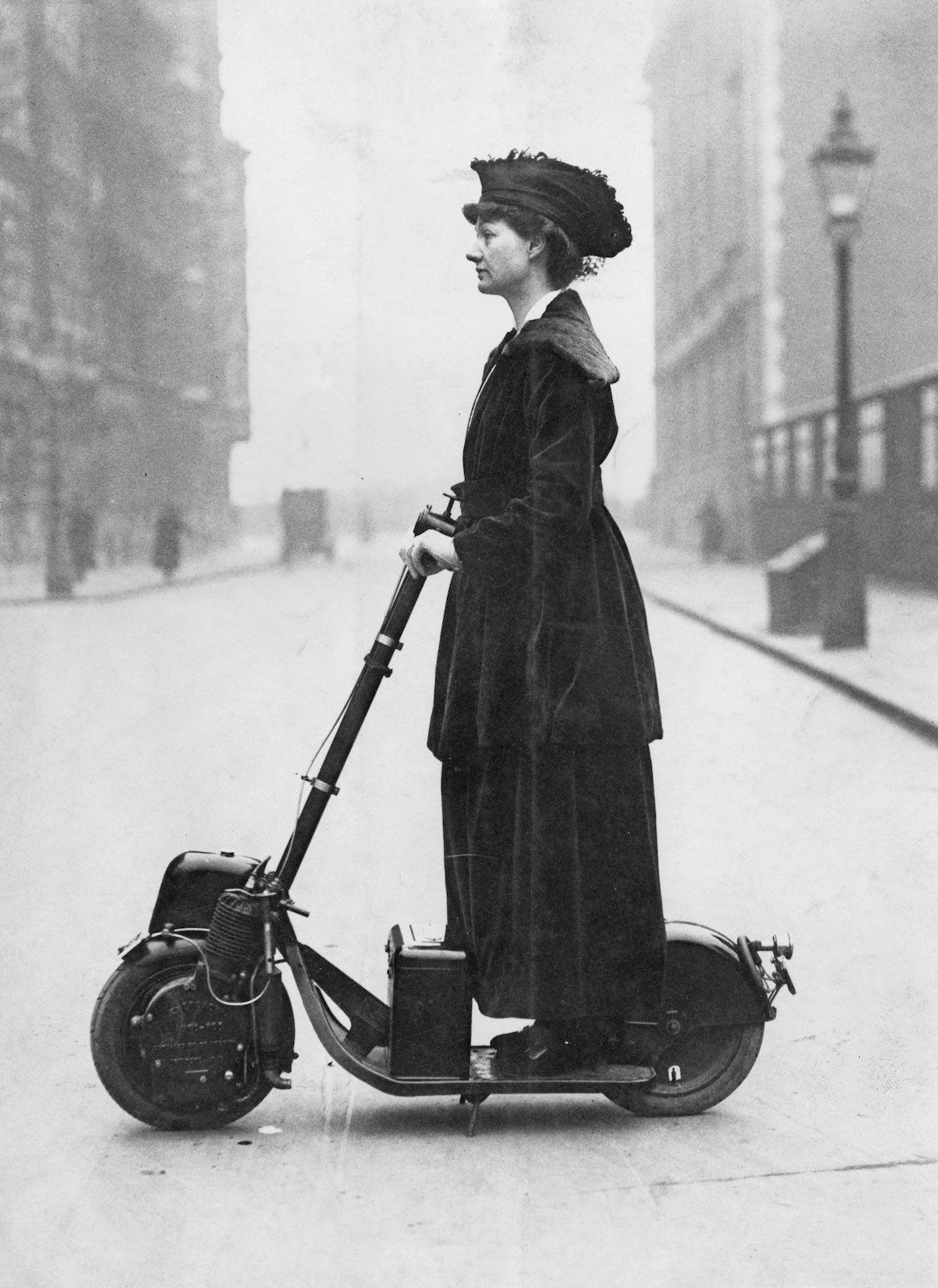
Флоренс Норман на автопеде (мотосамокат). 1919 год. Автопеды производились 6 лет: с 1915 года по 1921 год

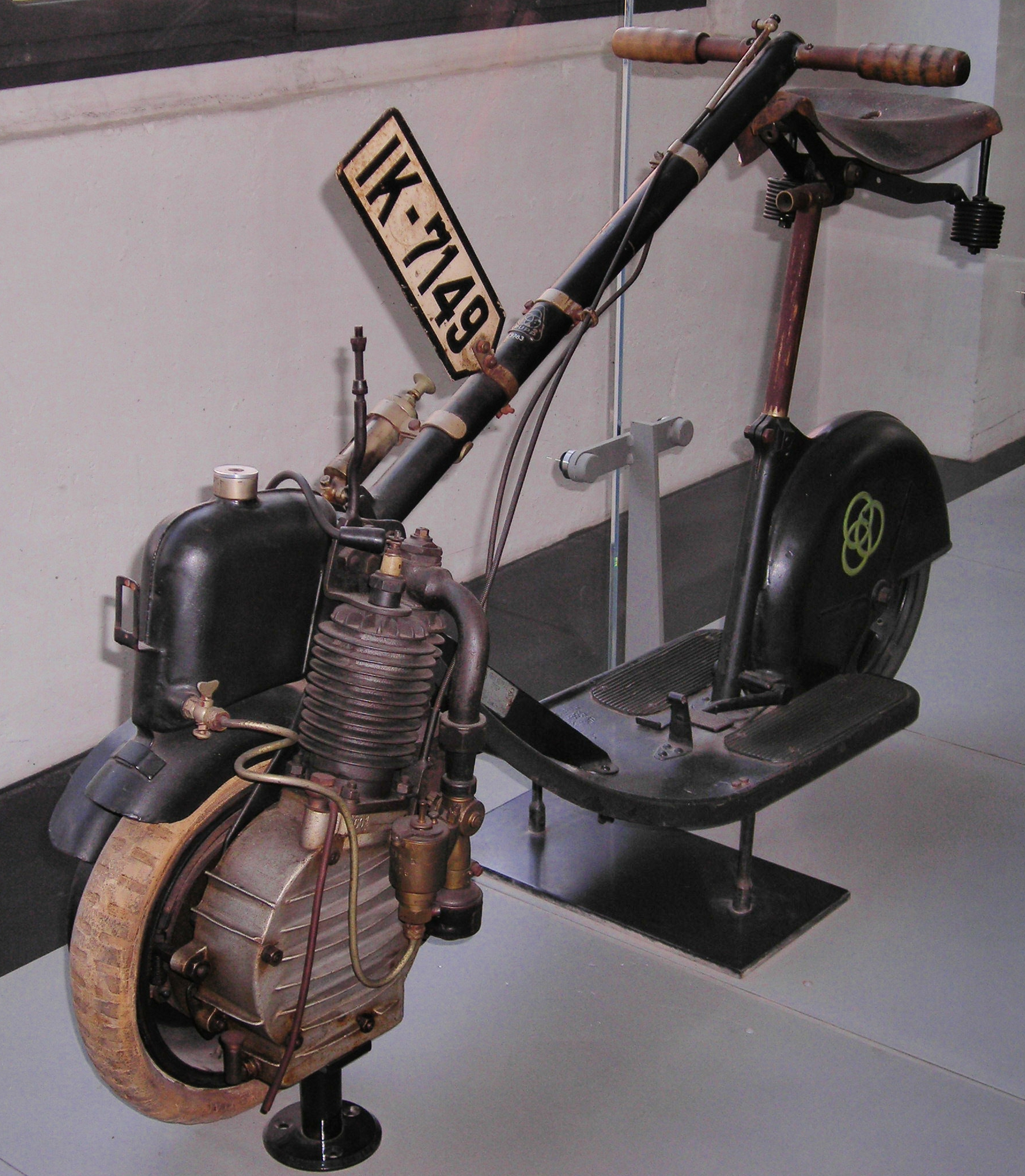
мотосамокат Круппа (мотороллер Круппа) в сложенном виде

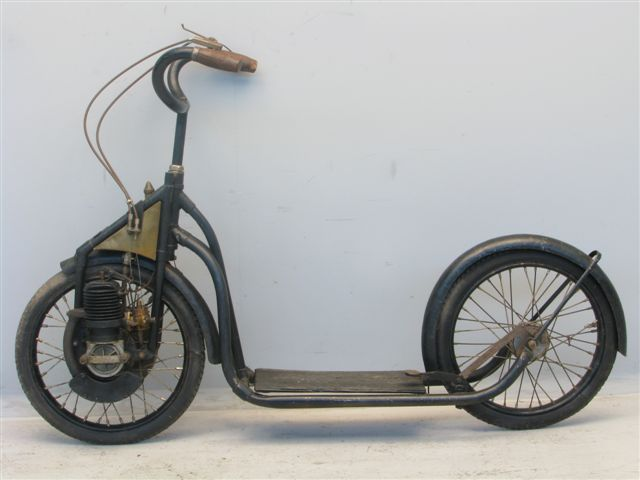
мотосамокат 1922 года выпуска

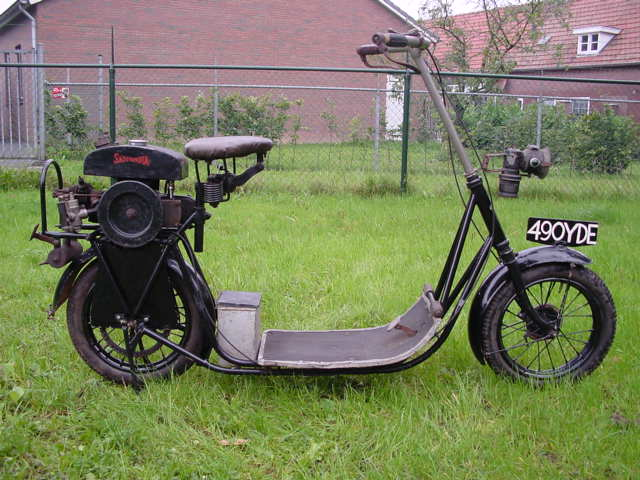
мотосамокат 1920-х годов с сиденьем, предок мотороллера, в английском языке слово «скутер» (to scoot — убегать) может означать самокат, а может и мотороллер («мотоскутер»), мотосамокаты эволюционировали в мотороллеры

Первый патент на «самоходное транспортное средство», максимально похожее на современный электросамокат, подала компания Autoped Company из Лонг-Айленда, Нью-Йорк в 1913 году, получив права на своё изобретение в 1916 году. Компания занималась производством автопедов с 1915 по 1921 год. Устройство представляло собой мотосамокат с крохотными колёсами (заднее было закрыто кожухом), широкой платформой (на которой стоял пилот), прямым складным рулём и нижнеклапанным 155-кубовым двигателем мощностью 1,5 лошадиных сил. Автопеды выпускались в двух версиях: с двигателями внутреннего сгорания (155 см³ с воздушным охлаждением) и электромотором в переднем колесе.
На протяжении XX века самокат в основном использовался как детская игрушка для активного отдыха. Однако в некоторых странах (Чехия, Польша, Австралия) самокат используется в спорте, повседневной жизни для прогулок и деловых поездок по городу.
На рубеже XX—XXI веков самокат преображается: меняется дизайн, сфера применения, принцип действия. Так, в 1985 году Стив Патмонт сконструировал самокат, оборудованный мотором и назвал его go-ped.
Можно выделить два основных направления развития конструкции современных самокатов: с дополнительным двигателем (электромотор или ДВС) и без. Самокаты без дополнительного двигателя более лёгкие, компактные, могут быть складными. Пути развития самоката с дополнительным двигателем существенно разнообразнее. Есть самокаты с ДВС, электромотором, педальным приводом, инерционным приводом, существует идея о самокате с двигателем-маховиком. Разнообразны варианты колёс, батарей, конструкционных материалов. Самокаты с дополнительным двигателем появились на военной службе, в кроссовых гонках, они становятся модными гаджетами современных горожан.

## Безопасность

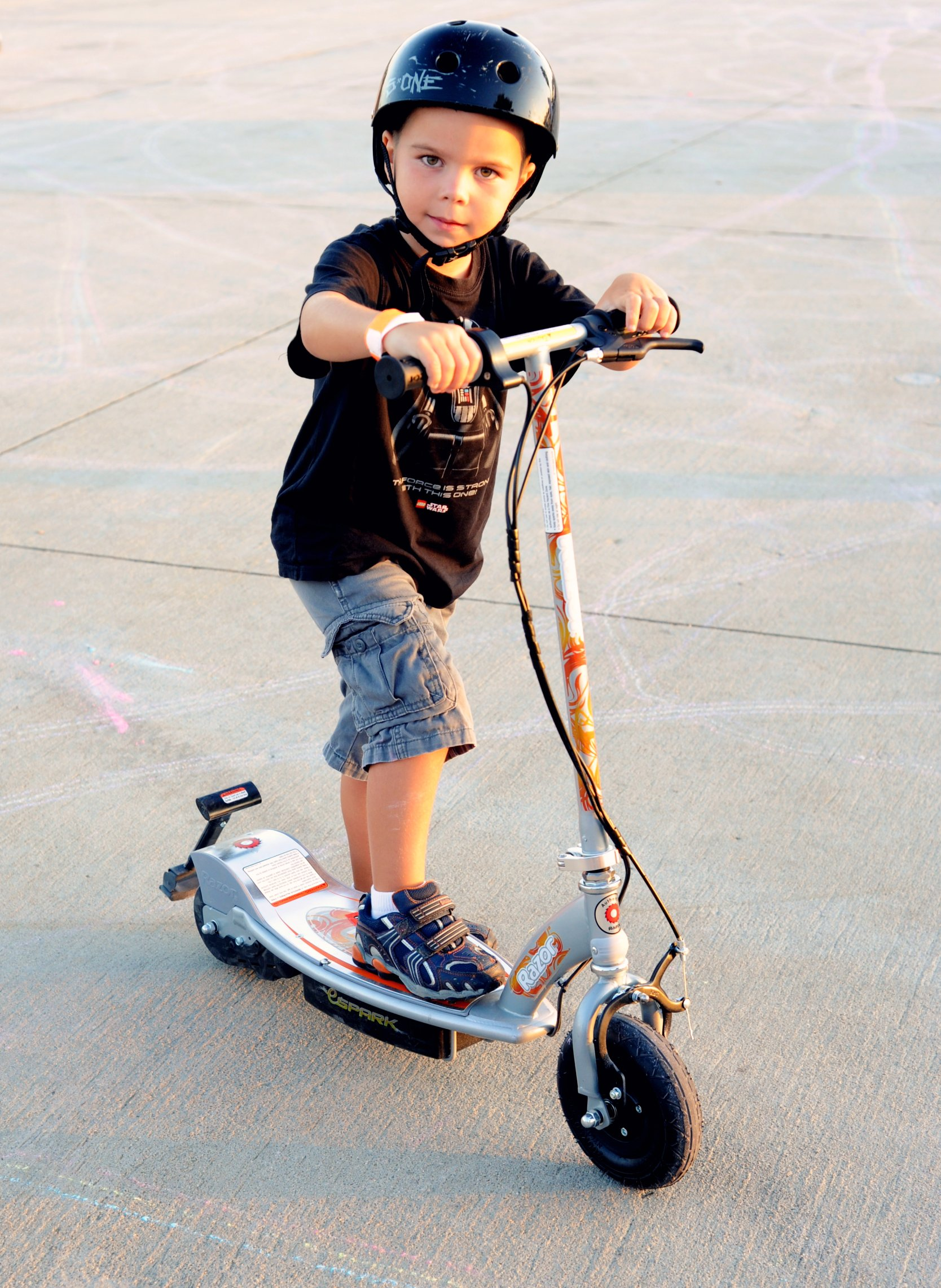
Мальчик в шлеме на электросамокате

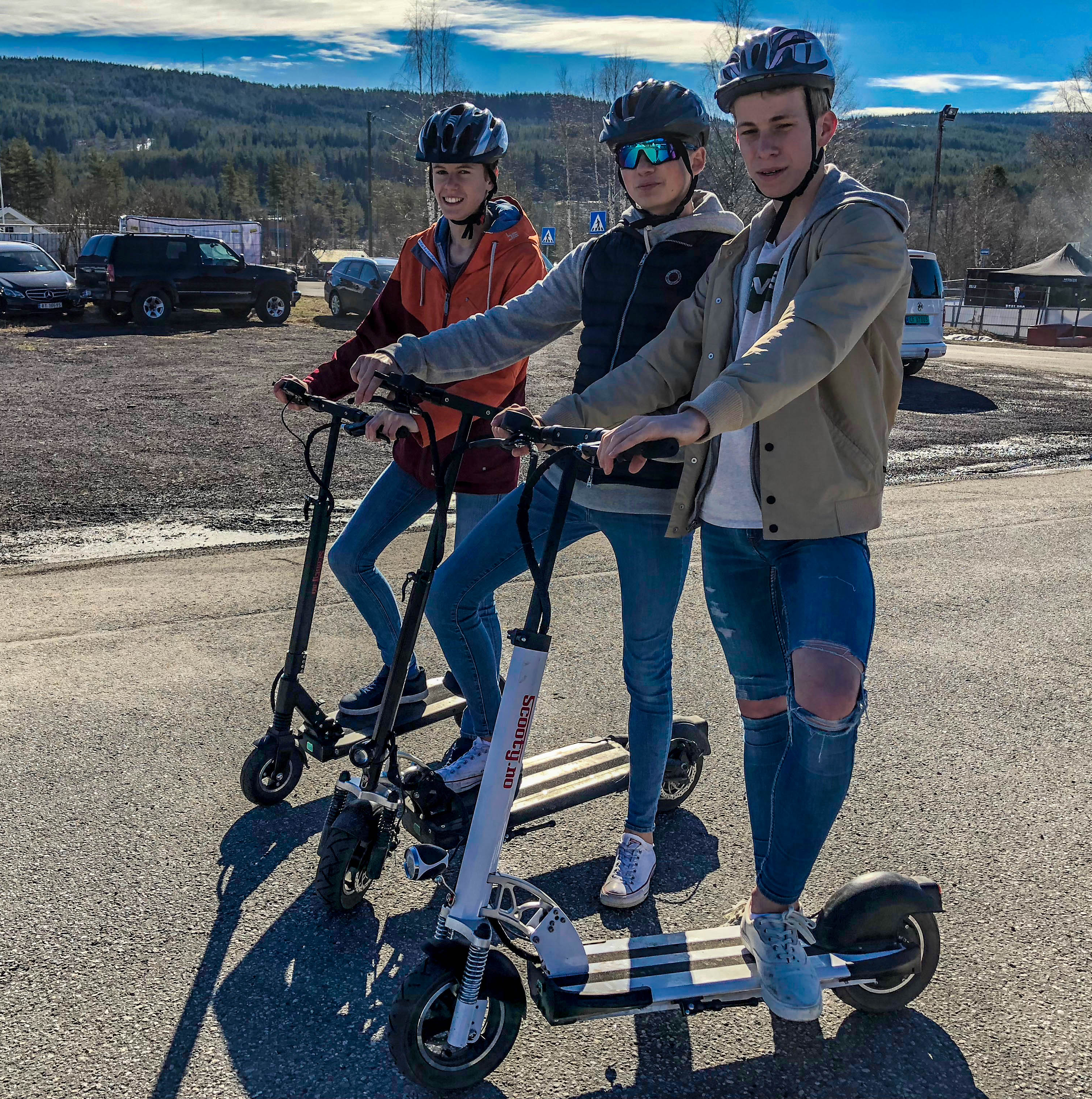
Подростки в шлемах на электросамокатах

Имеет меньшую колесную базу по сравнению с велосипедом, опасен при эксплуатации без шлема. Повреждение головы при падении с электросамоката опасно серьёзными черепно-мозговыми травмами и даже смертью при падении на бетон или асфальт, поэтому при езде на электросамокате нужно надевать шлем для защиты головы.
В городах с неразвитой велосипедной инфраструктурой, где самокат не может тоже ехать по выделенной полосе, может представлять опасность для пешеходов на тротуаре, и сам быть в уязвимом положении на проезжей части.

## Как городской транспорт

### 1. Статус и техтребования
С 1 марта 2023 года электросамокаты получили официальный статус средств индивидуальной мобильности (СИМ) 
По новым требованиям:
- Вес — до 35 кг, мощность до 0,25 кВт (≈240 Вт). Более мощные — требуют категории «М», а сверх 4 кВт — «А» (мотоцикл)
- Обязательно наличие фар, тормозов, звукосигнала и световозвращателей
- Максимальная разрешённая скорость — 25 км/ч (в некоторых зонах 5–15 км/ч)

### 2. Где можно кататься
- Велодорожки, велопешеходные зоны, обочина и правый край дорог (до 60 км/ч), тротуары и пешеходные зоны — при отсутствии альтернатив
- С мостов и пешеходных переходов — только пешком (спешиваться)

### 3. Возраст
- С 14 лет — с ограничениями, с 18 лет — без.
- В прокате: Москва — с 18 лет и верификация через Mos ID, а в других регионах — с 16 лет (например, Санкт‑Петербург, Екатеринбург)

### 4. Аренда и идентификация
- Москва (с 2025 г.): обязательная верификация через Mos ID; 5 “тестовых” поездок без верификации, затем — блокировка
- Номерные знаки и антивандальные крепления обязательны
- Операторы (Whoosh, МТС Юрент) на всех самокатах реализуют рейтинги пользователей и блокируют нарушителей   Данные (GPS, состояние, заряд, маршруты) передаются городам (Москва, Тула, Казань, Сочи) для аналитики и планирования инфраструктуры

### 5. Штрафы
| Нарушение                                                  | Размер штрафа от ГИБДД | Дополнительно от проката |
| ---------------------------------------------------------- | ---------------------- | ------------------------ |
| Превышение скорости, езда вдвоём, выезд на дорогу >60 км/ч | 800 ₽                  | +3 000–100 000 ₽         |
| Езда в нетрезвом виде                                      | 1 000–1 500 ₽          | +100 000–150 000 ₽       |
| Катание на самокате >35 кг по тротуару                     | до 3 000 ₽             | —                        |
| Препятствие пешеходам, отказ спешиться                     | 1 000–2 500 ₽          | —                        |

- За нетрезвую езду грозят большие штрафы: до 30 000 ₽ по Госдуме
- При отказе остановиться по требованию полиции — 500–800 ₽ pnp.ru.

### 6. Локальное регулирование
- Пермь: запрет парковки и кикшеринга, частично восстановлен велопрокат r
- Сочи, Геленджик, СПб: “красные зоны” с запретом
- Екатеринбург: зоны ограничения скорости 10–20 км/ч, идентификация пользователей, расширенные запреты на парковку
- Благовещенск:езда на электросамокатах запрещена полностью с 14 июля 2025 года. Для физических лиц штраф до 3000₽,а для юридичиских лиц до 100000₽

### Ограничения и запреты
В связи с ростом числа ДТП с участием электросамокатов и недостаточным регулированием этого вида транспорта появляются предложения как полного запрета электросамокатов, так и ограничений в их использовании. Многие страны вводят возрастные ограничения, скоростные лимиты, обязывают владельцев электросамокатов страховать устройство и рекомендуют надевать шлемы. С сентября 2023 в Париже в результате референдума запретили прокат электросамокатов, но для владельцев правила не изменились.
В нескольких городах США введены правила в отношении электросамокатов, с целью решения проблем безопасности. В мае 2018 года, вскоре после первоначального запуска электросамокатов в Сан-Франциско, город выдал распоряжение о прекращении аренды компаниям Bird, Spin и Lime после получения около 1900 жалоб от жителей относительно заторов на тротуарах из-за незаконной парковки электросамокатов.
В сентябре 2019 года Франция запретила езду на электросамокатах по тротуарам; пользователи, нарушившие запрет, будут оштрафованы на 135 евро. Сингапур также запретил электросамокаты на тротуарах с ноября 2019 года после роста числа аварий, в результате которых погиб как минимум один человек. Нарушителям будет грозить штраф в размере 2000 сингапурских долларов и/или тюремное заключение сроком до трёх месяцев.
С 13 августа 2024 года прокат электроскутеров в запрещён Мельбурне. Объявленная причина — недопустимый риск для пешеходов.

###### Россия
В марте 2024 года Пермская городская дума ввела ограничения на парковку СИМ в центре Перми, а также на ряде основных улиц города. В связи с этим решением сервисы кикшеринга, Юрент и Whoosh, приостановили работу в Перми. В апреле 2024 года работу возобновил Whoosh — но не в качестве кикшеринга, а как велопрокат. Оба сервиса подали судебные иски к Пермской гордуме (проиграли, но планируют подать апелляцию).
В 2023 году в 23 зонах Сочи также было запрещено перемещаться на самокатах, например, в Центральном и Адлерском районах. В Геленджике запрещено кататься на самокатах по набережной. Администрация Санкт-Петербурга составила список «красных зон», где катание на самокатах запрещено.
В марте 2025 года Министерство транспорта России объявило о подготовке проекта изменений в ПДД, по которым водитель средств индивидуальной мобильности, включая электросамокаты, будет квалифицироваться как водитель транспортного средства. «Предлагается ограничить скорость движения СИМ до 10 км/ч при сближении с пешеходами. Кроме того, более жёстко будет регулироваться движение СИМ в местах возможного внезапного появления пешеходов (арки, углы зданий), что обеспечит безопасность для таких участников дорожного движения. Также запрещается требовать от пешехода пропустить СИМ, в том числе путём подачи звукового сигнала», - заявили в Минтрансе.
В апреле 2025 года крупнейшие операторы проката электросамокатов в России объявили, что электросамокаты не будут разгоняться быстрее 20 км/ч. Об этом сказано в совместном пресс-релизе Whoosh, «МТС Юрент» и «Яндекс Go». Также компания Яндекс выступила с инициативой квотировать количество электросамокатов в городах.
В июле 2025 года размещение и использование электросамокатов было полностью запрещено в Благовещенске (Амурская область), а в Елабуге (Татарстан) был запрещён прокат электросамокатов.

## Тенденции и статистика
- В 2024 году наблюдалось 318 млн поездок и 14 млн пользователей в России (против 1,5 млн в 2020)
- Рост продаж личных самокатов в 1,5 раза (январь–апрель 2025 vs 2024) из‑за ужесточения кикшеринга